# 소원 윤씨
소원 윤씨(昭媛 尹氏, ? ~ 1632년 11월 10일)는 조선 선조(宣祖)의 후궁이다. 인조대에 궁중 저주사건의 주모자로 지목되어 작위를 박탈당하고 사사되었다.

## 생애
실록에 의하면 이름은 귀희(歸希) 혹은 희(希)이며, 11세에 입궁하였다. 이후 선조를 곁에서 모시며 상궁이 되었다가 선조가 승하할 즘에 인목왕후에게 '윤씨에게 작위를 주어 보살피라'고 유언하였다. 윤씨는 내명부 종4품 숙원(淑媛)에 봉해졌다.
1625년(인조 3년), 인조가 비망기를 내려 숙원 윤씨를 정4품 소원(昭媛)으로 진봉하였다.
1632년(인조 10년) 10월 23일, 궁중 내의 저주사건에 연루되어 여러 궁인들과 국문을 받았다. 흰고양이의 머리와 아이의 머리를 감싼 물건을 비롯한 흉물을 땅에 묻고 제사를 지내며 알 수 없는 기도를 하는 등, 인목왕후와 양전(兩殿, 인조와 인열왕후)을 저주했다는 이유였다. 소원 윤씨는 모든 혐의를 부인하였다.
소원 윤씨와 함께 옥지(玉只)라는 이름을 가진 선조의 또다른 후궁인 상궁 정씨(尙宮 丁氏)와 계집종 덕개(德介), 나인 애단(愛丹), 몰뢰(毛乙賴) 등을 비롯해 사건에 연루된 수십인의 궁녀들이 국문 중에 죽거나 처형되었다.
11월 10일, 소원 윤씨는 옥지(玉只)와 서소문 밖에서 사사되었다.